# Son Fornés
Son Fornés, parfois orthographié Son Forners, est un site archéologique de la localité de Montuïri sur l'île de Majorque dans l'archipel des Îles Baléares en Espagne. Il correspond à un village talayotique occupé jusqu'à la période romaine.

## Historique
Le site a été occupé depuis la période talayotique jusqu'à la période romaine. Il est encore fréquenté de manière épisodique au Moyen Âge et durant la période islamique.
Le site a été déclaré bien d'intérêt culturel en 1966 (référence RI-51-0002446). La première fouille archéologique du site a été réalisée en 1975 par Vicenç Llull. Plusieurs campagnes de fouilles s'y sont succédé entre 1970 et 1980 puis à partir de 2001. La municipalité a acquis le site en 2001.

## Période talayotique

### Les talayots
Trois talayots sont construits sur le site durant cette période (850 - 550 av. J.-C.)

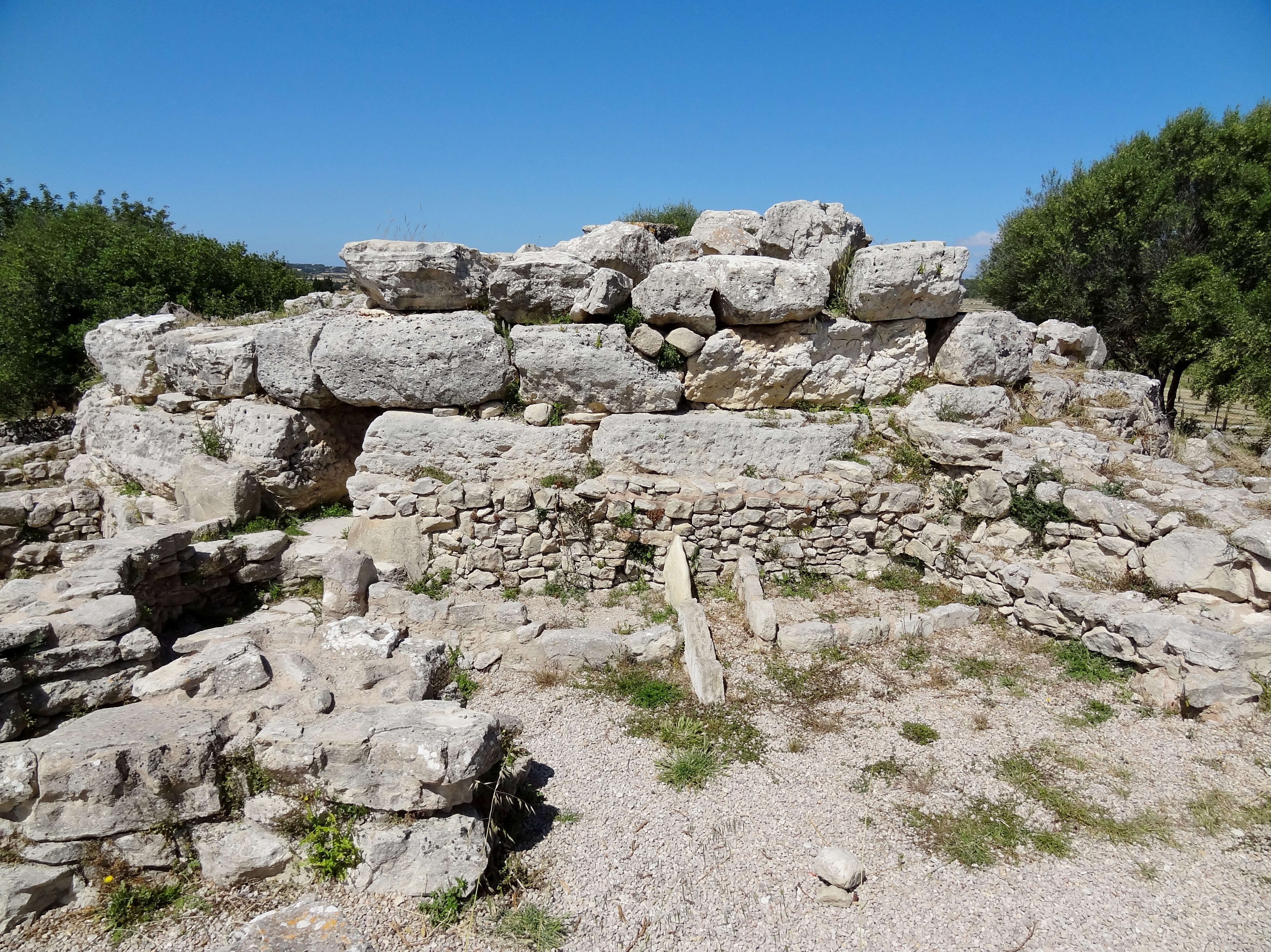
Talayot no 1.

Le talayot no 1 est le plus grand talayot de Majorque, avec un diamètre maximal de 17 m à la base. Il s'agit d'un bâtiment turriforme avec un mur à double parement : le mur extérieur est constitué de gros blocs de calcaire parallélépipédiques, le mur intérieur de blocs plus petits, polygonaux. Les deux murs ont été édifiés en pierres sèches. On accède à la chambre intérieure par un couloir de 5 m de long orienté au sud-est. La chambre, d'un diamètre maximal de 6,60 m  comporte au centre une grande colonne polylithique d'une hauteur d'environ 4 m. Cette pièce devait servir à une activité communautaire en lien avec l'élevage des bovins et des suidés.
Le talayot no 2 est situé au centre du village, à environ 28 m  du talayot no 1. Le bâtiment est plus petit que ce dernier, avec un diamètre maximum de 12 m. La chambre intérieure mesure 4,20 m de diamètre. On y accède depuis le haut de l'édifice par un escalier hélicoïdal. La fouille de la pièce a permis d'y découvrir un vase en céramique, unique en son genre, qui devait être utilisé au cours de rituels communautaires.
Le talayot no 3 est situé dans la partie la plus orientale du village. Le bâtiment a été réaménagé plusieurs fois à des époques ultérieures. La structure d'origine est de dimensions similaires à celles du talayot no 1, mais avec des murs moins épais et sans chambre au niveau inférieur. Le bâtiment demeure mal connu, sa fouille n'étant pas achevée.

### Les habitations
Les habitations peuvent être classées en deux types : les maisons de forme rectangulaire et celles de forme arrondie. Les maisons de forme rectangulaire ont été construites adossées au mur qui relie les talayots no 1 et no 2 alors que les maisons arrondies ont été accolées aux talayots. Toutes les maisons ont une surface utile comprise entre 35 m2 et 45 m2, et elles comportent une réserve d'eau, creusée dans le sol ou constituée de grandes récipients en céramique du type pithos. Le mobilier archéologique recueilli sur place indique qu'on y effectuait de multiples tâches, telles que la tonte des moutons, la production de farine, la fabrication de récipients en céramique ou la confection de vêtements dont certains en fourrure. L'ensemble évoque une communauté sans distinction sociale apparente et vivant en autosuffisance.

## Période post-talayotique

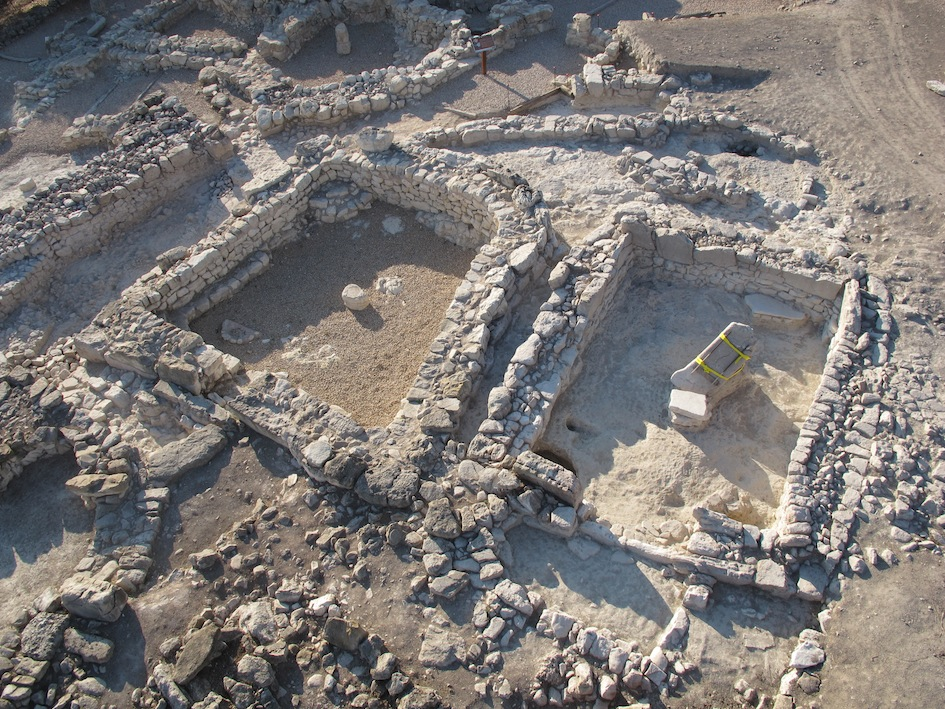
Les deux sanctuaires post-talayotiques.

Le village talayotique est détruit mais il demeure occupé selon une nouvelle organisation comprenant trois grandes aires. Dans la partie la plus élevée du site, une tour et une habitation sont construites, l'ensemble est entouré d'un mur. En l'absence d'une fouille complète de la zone, celle-ci demeure méconnue.
Le talayot no 3 est réaménagé : l'entrée est remodelée et le bâtiment prend la forme d'un fer à cheval. Cette forme de bâtiment est généralement celle correspondant aux sanctuaires majorquins de la période. Outre la morphologie de l'édifice, on y a découvert un petit autel central, avec des aménagements spécifiques liés à des rituels où la consommation de vin et le sacrifice de grands mammifères (taureaux) devaient être pratiqués.
Entre les talayots no 1 et 2, deux nouveaux édifices, de type sanctuaires, sont bâtis sur les ruines des anciens bâtiments talayotiques au milieu d'un réseau de ruelles disposant d'un système de collecte des eaux pluviales, autour desquels s'installent différents ateliers d'artisans (forgeron, potier).

## Périodes punique, romaine et médiévale
Le matériel archéologique trouvé lors des fouilles (présence d'amphores et de vases puniques associés à la consommation de vin)témoigne des changements opérés tout au long du IIIe siècle av. J.-C. et de la première moitié du IIe siècle av. J.-C. Après la conquête romaine, la zone autour des deux sanctuaires devient le centre économique du village. Les amphores gréco-italiennes (type Dressel 1) et les céramiques noires vernies de Campanie se substituent aux céramiques carthaginoises. Le site est définitivement abandonné à la fin du Ier siècle peut-être au profit des nouvelles cités de Pollentia (actuelle Alcudia) et de Palma.
À partir du IIe siècle et jusqu'à la conquête catalane de l'île, Son Fornés n'est plus qu'un lieu de passage, sans aucun nouveau bâtiment construit.